# Světový pohár v biatlonu 2017/2018 – Ťumeň
9. podnik Světového poháru v biatlonu v sezóně 2017/18 probíhal od 22. do 25. března 2018 v ruském Ťumeni. Na programu podniku byly závody ve sprintech, stíhací závody a závody s hromadným startem. Čeští reprezentanti se jej stejně jako závodníci z USA, Kanady a Ukrajiny na protest proti dopingovým skandálům ruských biatlonistů nezúčastnili.

## Program závodů
Oficiální program:
| Datum      | Disciplína                       | Začátek (SEČ) | Počet závodníků |
| ---------- | -------------------------------- | ------------- | --------------- |
| 22. března | Sprint (muži)                    | 14:45         | 84              |
| 23. března | Sprint (ženy)                    | 14:45         | 76              |
| 24. března | Stíhací závod (muži)             | 13:00         | 58              |
| 24. března | Stíhací závod (ženy)             | 15:00         | 56              |
| 25. března | Závod s hromadným startem (muži) | 14:00         | 30              |
| 25. března | Závod s hromadným startem (ženy) | 16:00         | 30              |

## Průběh závodů

### Sprinty
V závodě mužů šlo především o zisk malého křišťálového glóbu z této disciplíny. Nor Johannes Thingnes Bø měl výrazný náskok 22 bodů před Francouzem Martinem Fourcadem, jenže při první střelbě nezasáhl dva terče a i když pak byl bezchybný, dojel až na 14. místě. Fourcade střílel bezchybně, rychle běžel a závod o víc než půl minuty vyhrál, čímž hodnocení disciplíny a tedy i malý křišťálový glóbus vyhrál. Tímto vítězstvím zároveň získal takový náskok v celkovém hodnocení tohoto ročníku světového poháru, že už nemohl být předstižen a zajistil si tak i zisk velkého křišťálového glóbu.
Před závodem žen měla podobně velký náskok v hodnocení disciplíny Slovenka Anastasia Kuzminová, které se v závodě také nedařilo. Nezasáhla celkem tři terče a i když běžela nejrychleji ze všech, skončila na 12. místě. Přesto malý křišťálový glóbus z této sezóny získala. Zvítězila bezchybně střílející Běloruska Darja Domračevová. O vteřinu za ní dojela Finka Kaisa Mäkäräinenová, která tak výrazně snížila náskok Kuzminové v celkovém hodnocení ročníku.

### Stíhací závody
V závodě mužů zvítězil s přehledem Martin Fourcade, který střílel čistě, neustále navyšoval svůj náskok a i když při poslední střelbě udělal jednu chybu, vedoucí pozici s náskokem udržel až do cíle. Fourcade tím získal malý křišťálový glóbus za první místo v hodnocení stíhacích závodů. Druhý skončil Johannes Thingnes Bø, který před poslední střelbou předjel Itala Lukase Hofera.
Také ve stíhacích závodech žen získala malý křišťálový glóbus Anastasia Kuzminová, přestože nezasáhla celkem čtyři terče a přes nejrychlejší běh dojela šestá. Se dvěma chybami na střelnici zvítězila Kaisa Mäkäräinenová, která v posledním stoupání před cílem získala malý náskok před Francouzkou Anaïs Bescondovou, který v dramatickém finiši uhájila.

### Závody s hromadným startem
V tomto závodě dosáhl Martin Fourcade nejhoršího výsledku v této sezóně světového poháru: zatímco ve všech předcházejících individuálních závodech stál vždy na stupních vítězů, zde po celkově čtyřech nezasažených terčích dokončil na 19. místě. Přesto získal malý křišťálový glóbus z této disciplíny. Zvítězil Rus Maxim Cvetkov, který v posledním kole ujel Norovi Erlendu Bjøntegaardovi.
Závod žen byl především bojem o velký křišťálový glóbus. Několikabodový náskok měla Anastasia Kuzminová, která však udělala tři chyby na střelnici a dojela až na 11. místě. Kaisa Mäkäräinenová střílela stejně, ale běžela nejrychleji ze všech a dojela šestá. Díky tomu zvítězila v celkovém hodnocení o tři body před Kuzminovou a potřetí vyhrála velký křišťálový glóbus. Získala také malý křišťálový glóbus za celkové první místo v závodech s hromadným startem v této sezóně. V cíli byla první Darja Domračevová, jako druhá dojela Slovenka Paulína Fialková, pro kterou to byly první stupně vítězů v její kariéře.

## Pořadí zemí
| Pořadí | Země      | 1. místo | 2. místo | 3. místo | Celkově |
| ------ | --------- | -------- | -------- | -------- | ------- |
| 1.     | Francie   | 2        | 2        | 1        | 5       |
| 2.     | Bělorusko | 2        | 0        | 0        | 2       |
| 3.     | Finsko    | 1        | 1        | 0        | 2       |
| 4.     | Rusko     | 1        | 0        | 0        | 1       |
| 5.     | Norsko    | 0        | 2        | 2        | 4       |
| 6.     | Slovensko | 0        | 1        | 0        | 1       |
| 7.     | Švédsko   | 0        | 0        | 1        | 1       |
| 7.     | Itálie    | 0        | 0        | 1        | 1       |
| 7.     | Německo   | 0        | 0        | 1        | 1       |
|        | Celkem    | 6        | 6        | 6        | 18      |

## Umístění na stupních vítězů

### Muži
| Disciplína                        | První místo     | Výkon   | Druhé místo          | Výkon   | Třetí místo          | Výkon   |
| Sprint (10 km)                    | Martin Fourcade | 25:49,0 | Simon Desthieux      | 26:22,2 | Fredrik Lindström    | 26:22,5 |
| Stíhací závod (12,5 km)           | Martin Fourcade | 32:09,7 | Johannes Thingnes Bø | 32:57,6 | Lukas Hofer          | 33:18,1 |
| Závod s hromadným startem (15 km) | Maxim Cvetkov   | 37:37,3 | Erlend Bjøntegaard   | 37:40,0 | Johannes Thingnes Bø | 37:53,6 |

### Ženy
| Disciplína                          | První místo         | Výkon   | Druhé místo         | Výkon   | Třetí místo        | Výkon   |
| Sprint (7,5 km)                     | Darja Domračevová   | 21:42,8 | Kaisa Mäkäräinenová | 21:44,0 | Tiril Eckhoffová   | 22:16,1 |
| Stíhací závod (10 km)               | Kaisa Mäkäräinenová | 30:52,7 | Anaïs Bescondová    | 30:52,9 | Laura Dahlmeierová | 31:10,2 |
| Závod s hromadným startem (12,5 km) | Darja Domračevová   | 35:27,4 | Paulína Fialková    | 35:29,2 | Anaïs Chevalierová | 35:34,0 |